# Poke646
Poke646 ist eine Mod für das Computerspiel Half-Life. Sie wurde von einem Team um den Deutschen Marc Schröder geschrieben. Der Name Poke646 ist Teil eines Commodore-64-Basicbefehls, der die Textfarbe (und die Farbe des Cursors) verändert.

## Handlung
Der Spieler übernimmt 13 Monate nach der Handlung von Half-Life die Rolle des Laborangestellten Damien Reeves in der Forschungsanstalt Poke646 (Nachfolger der Black Mesa-Einrichtung aus dem Originalspiel), deren Aufgabe in der Abwehr außerirdischer Angriffe besteht. Als die Wissenschaftler herausfinden, dass ein solcher Angriff auf die Stadt Nation City durch die Xen-Alienrasse kurz bevorsteht, wird die Stadt evakuiert. Die Aufgabe des Spielers besteht in der Zerstörung der Portale, durch welche die Außerirdischen auf die Erde gelangen. Dazu müssen vier spezielle Generatoren aktiviert werden.

## Gameplay
Mit neuen Waffen, wie zum Beispiel einer Nagelpistole, muss sich der Spieler wie im Originalspiel seinen Weg durch feindliche Außerirdische und Soldaten erkämpfen. Im Gegensatz zu Half-Life wird auf taktisches und überlegtes Vorgehen auf Seiten des Spielers gesetzt. Die Grafik wurde verbessert, so bestehen die Waffen aus mehr Polygonen und die Texturen besitzen eine höhere Auflösung. Vom Aufbau der Spielwelt („Level-Design“) unterscheidet sich die Mod stark von Half-Life, da sich der Spieler nur selten in sterilen Forschungslaboren aufhält. Stattdessen wurde eine Welt gewählt, die sich an klassischen Vorbildern des Ego-Shooter-Genres orientiert: verlassene Wohngebiete, eine U-Bahn-Station, Wege auf den Dächern von Gebäuden usw.

## Entwicklung
Zum 15-jährigen Jubiläum der Mod wurde am 21. Dezember 2016 die Poke646: Anniversary Edition veröffentlicht. Mit dem Update, bestehend aus Poke646 sowie dem Nachfolger Poke646: Vendetta, wird die Lauffähigkeit der Mod unter der neusten Version von Steam und Half-Life sichergestellt.

## Rezeption
Die Mod erhielt von der Computerspielezeitschrift GameStar eine Spielspaß-Bewertung von 84 %.

## Poke646: Vendetta
Für 2003 war der Nachfolger, Poke646: Vendetta (P:V), angekündigt, welcher zum fünften Geburtstag der Modifikation am 21. Dezember 2006 veröffentlicht wurde. Neben 14 neuen Levels, die in drei Kapitel unterteilt sind, bietet die Mod eine neue Waffe, das PAR-21 Assault Rifle, neue Texturen und einen neuen Soundtrack.

### Handlung
Der Spieler übernimmt erneut die Rolle des Laborangestellten Damien Reeves, dessen Aufgabe zunächst darin besteht, vom Planeten Xen zu fliehen. Nach Reaktivierung des Teleporters gelangt er zurück auf die Erde, wo sein Ziel darin besteht, sich an seinen früheren Arbeitgebern zu rächen.